# Zeugma maesta
Zeugma maesta är en insektsart som beskrevs av Yang och Wu 1993. Zeugma maesta ingår i släktet Zeugma och familjen Derbidae. Inga underarter finns listade i Catalogue of Life.